# 浮世草子
浮世草子（日语：うきよぞうし）是江戶時代產生的日本前期近世文學主要的文藝形式之一。又稱浮世本。

## 概論
從井原西鶴的《好色一代男》（1682年刊行）起，之後接連產生的一群作品，到了現代被區分為跟之前稱為假名草子斷然不同的文學類別，一般稱為浮世草子（當時稱為草雙紙，假名草子與浮世草子是後來才作的區別）。在元祿期該文類以大坂為中心流行，寫出了以廣泛的民衆生活為主題的許多作品（浮世這個詞有兩個意思，首先是現世之意，其次是情事、好色之意）。京都的八文字屋出版的書籍特別被稱為「八文字屋本（はちもんじやぼん）」、從元祿開始，一直刊行到18世紀中期的明和年代。
這一派最有名的就是創始者井原西鶴的作品，此外除了江島其磧的《世間子息氣質》、《世間娘容姿》的一部份之外，很少產生有名的後續作品。

## 主要作者
- 井原西鶴
- 西澤一風
- 錦文流
- 江島其磧
- 青木鷺水

## 相關項目
- 浮世繪
- 元祿文化
- 日本文學